# كانديس كامب
كانديس كامب (بالإنجليزية: Candace Camp)‏ (23 مايو 1949، أماريلو في الولايات المتحدة)؛ كاتِبة وروائية أمريكية.